# Hamelbas
Inom matematiken är en hamelbas en bas för de reella talen betraktade som vektorrum över de rationella talen. Vektorrummet är uppkallat efter den tyske matematikern Georg Hamel (1877-1954).
Existensen av hamelbaser följer av urvalsaxiomet. Det går inte att konstruera någon hamelbas explicit.